# Badanie histopatologiczne
Badanie histopatologiczne – badanie mikroskopowe materiału tkankowego pobranego od pacjenta w celu oceny charakteru procesu chorobowego. Dziedzina nauki zajmująca się charakteryzowaniem mikroskopowych zmian zachodzących w chorych tkankach to histopatologia.
Badanie histopatologiczne ma zastosowanie w rozpoznawaniu zmian chorobowych w tkankach chorego (np. nowotworowych, zapalnych czy zwyrodnieniowych), w monitorowaniu postępu leczenia, a także przy diagnostyce przyczyny zgonu i istniejących ante mortem zmian chorobowych u osób zmarłych w trakcje badania pośmiertnego. Badanie takie przeprowadza lekarz patomorfolog i na jego podstawie stawia rozpoznanie histopatologiczne.
Przedmiotem badania histopatologicznego jest poddany obróbce histologicznej materiał biologiczny, pobrany od osoby badanej, metodami biopsji, wymazu lub bezpośredniego badania wydalin i wydzielin organizmu. Odmianą badania histopatologicznego jest badanie cytopatologiczne. Według tego rozróżnienia badanie histopatologiczne cechuje się pracą na masie komórkowej, a badanie cytopatologiczne pracą na pojedynczych komórkach. W obu metodach materiał pobierany i obrabiany jest w specyficzny i różny od siebie sposób, dlatego ich dokładność i użyteczność jest od siebie różna.

## Obróbka histologiczna
Schemat procedury obróbki histologicznej:
1. Pobranie materiału odpowiednią dla celu badania techniką
2. Utrwalenie wstępne - umieszczenie w utrwalaczu np. formalinie w celu zabezpieczenia przed transportem
3. Transport do laboratorium
4. Utrwalanie właściwe - odwadnianie w stężonych roztworach np.: etanolu, toluenie, czy ksylenie
5. Formowanie - zatapianie wypreparowanego materiału w substancjach umożliwiających utworzenie sześciennego bloczku możliwego do pocięcia, zwykle w płynnej parafinie
6. Cięcie - przy pomocy mikrotomów uzyskuje się kilkumikrometrowe skrawki, które w sposób selektywny umieszcza się na szkiełkach podstawowych
7. Barwienie - w zależności od badanego materiału i celu badania wykorzystuje się różne barwniki, które wybarwiają różne struktury komórkowe, najczęściej eozynę i hematoksylinę.
8. Utrwalanie końcowe - niektóre próbki dodatkowo utrwala się do dalszego przejrzenia dla celów medycznych, naukowych czy dydaktycznych zapobiegając ich rozpadowi czy zniszczeniu.

Czas potrzebny do przeprowadzenia pełnej procedury to, od kilkunastu godzin, do kilku dni.
Dodatkowo istnieją metody badawcze modyfikujące powyższy schemat m.in.:
- Badanie śródoperacyjne – stosowane zwykle w chirurgii onkologicznej. Metoda oparta jest na technikach mrożeniowych wykonywanych w laboratoriach szpitalnych. Modyfikacji podlegają pkty. od 2. do 6. Materiał utrwala się w substancjach zastępujących wodę w preparacie, ale nie podlegających krystalizacji uszkadzającej komórki. Formowanie polega na zamrożeniu i pocięciu próbki w kriostacie. Metoda ta cechuje się mniejszą szczegółowością i trwałością próbki, jednak nadrabia to skróceniem procedury (kilkanaście minut vs kilkanaście godzin) dzięki czemu znalazła zastosowanie śródoperacyjne. Metoda ta zwykle stosowana jest w celu określenia doszczętności resekcji zmiany nowotworowej.

- Badanie pod mikroskopem elektronowym – zmianie ulegają metody utrwalania oraz formowania (stosuje się żywice epoksydowe), materiału nie barwi się, a pokrywa np. metalami (do badania pod mikroskopem skaningowym) lub tnie na nanometrowe plastry (do badania pod mikroskopem transmisyjnym)

- Histochemia – w tej metodzie stosuje się barwniki będące jednocześnie reagentami łatwo reagującymi z substancjami zawartymi w komórkach, lub substancje dające barwę dopiero po zaistnieniu takiej reakcji. Do odmian histochemii należy immunohistochemia, gdzie nośnikiem barwnika lub jego reagentu są przeciwciała przeciwko składnikom komórki.